# بندورف (شلسویگ-هولشتاین)
بندورف (به آلمانی: Bendorf) یک شهر در آلمان است که در Mittelholstein واقع شده‌است. بندورف ۴۷۱ نفر جمعیت دارد.